# ديك ستار
ديك ستار (بالإنجليزية: Dick Starr)‏ هو لاعب كرة قاعدة أمريكي، ولد في 2 مارس 1921 في Kittanning, Pennsylvania ‏ في الولايات المتحدة، وتوفي بنفس المكان في 18 يناير 2017.

## وصلات خارجية
- ديك ستار على موقع دوري كرة القاعدة الرئيسي (الإنجليزية)
- ديك ستار على موقعبيزبول رفرنس.كوم (الدوري الرئيسي) (الإنجليزية)
- ديك ستار على موقعبيزبول رفرنس.كوم (الدوري الثانوي) (الإنجليزية)
- ديك ستار على موقع إي إس بي إن.كوم (أم.أل.بي) (الإنجليزية)
- ديك ستار على موقع مشجعي الرسوم البيانية (الإنجليزية)